# 50000 I Weywot
Weywot (ufficialmente (50000) Quaoar I Weywot) è un satellite naturale di Quaoar scoperto il 22 febbraio 2007 dall'astronomo americano Michael E. Brown.
Weywot fa parte della categoria degli oggetti transnettuniani ed è circa 70 volte più piccolo del corpo celeste principale Quaoar. Il satellite orbita intorno a Quaoar in circa 12 giorni ed ha un diametro di circonferenza medio di circa 74 km. Weywot è un corpo celeste molto freddo e ghiacciato a causa della pressione atmosferica inesistente.

## Etimologia
Il nome "Weywot" deriva dalla divinità amerinda del popolo Tongva. Era infatti il figlio primogenito di Quaoar e dato che il nome Quaoar era già stato dato al pianeta nano, fu deciso di assegnare il nome del figlio Weywot al satellite.